# 소닉 & 테일즈 2
《소닉 & 테일즈 2》(Sonic the Hedgehog: Triple Trouble)는 게임기어로 나온 8비트 소닉 게임이다. 이 게임은 애스펙트와 세가가 협동하여 만든 게임으로 소닉 & 테일즈의 후속작이다. 미국과 같은 해외에서도 이전작과 동일하게 소닉 더 헤지혹 : 트리플 트러블로 발매되었다.
2012년 3월 14일 닌텐도 3DS 로 일본에 재발매되었으며 북미에는 3월 15일, 유럽에는 3월 29일에 출시되었다.

## 이야기
닥터 에그맨이 카오스 에메랄드를 모두 모았지만, 자신의 새로운 무기였던 '아토믹 디스트로이어'의 실험과정에서 오류가 나 에메랄드는 모두 흩어지게 된다.
소닉과 테일즈는 에메랄드는 그들을 찾기 위해 노력하지만, 너클즈 디 에키드나에 의해 좌절되고 만다. 에그맨은 노란 에메랄드를 먼저 찾고, 너클즈 디 에키드나에게 그들이 이를 훔치러 왔다고 속인다.
추가로, 낵 더 위즐이라는 보물 사냥꾼이 그들보다 먼저 에메랄드를 찾아 그들을 팔러 사방을 돌아다니며, 소닉과 테일즈를 방해하기 시작한다.